# Badr ad-Dín al-Ajni
Badr ad-Dín Abu Muhammad Mahmúd ibn Ahmad al-Ajni (arab betűkkel بدر الدين أبو محمد محمود بن أحمد العيني – Badr ad-Dīn Abū Muḥammad Maḥmūd ibn Aḥmad al-ʿAynī; Ajntáb, 1361. július 21. – Kairó, 1451. december 28.) középkori arab kádi, hadísztudós, történetíró és költő.

## Élete
Egy Aleppó és Antiochia közt fekvő észak-szíriai településen, Ajntábban született, apja a város kádija volt. Tanulmányait szülővárosában kezdte, majd Aleppóban folytatta. 29 éves korában Damaszkuszba utazott, ahonnan Jeruzsálembe és Kairóba ment. Itt beavatták a szúfizmusba, és egy időre a Barkúkijja derviskolostorba költözött. Néhányszor még meglátogatta szülővárosát és Damaszkuszt, majd végleg Kairóban települt le, ahol az-Záhir Barkúk 1398/1399-ben muhtaszibbá nevezte ki. Ettől kezdve lényegében udvaronci életet élt, és magas tisztségeket töltött be: több alkalommal lett újra muhtaszib és – 1400/1401-től kezdve – a vallási adományok felügyelője. 1425/1426-ban ő lett a hanafiták főkádija, mely tisztségét tizenkét éven át töltött be. Egyik alkalommal korának másik nagy történésze, al-Makrízi elől szerezte meg a muhtaszibi tisztséget, amivel kiváltotta annak életük végéig tartó gyűlölködését. Közben tanított az al-Muajjadijja madraszában is.
Először al-Muajjad Sajh (1412–1421) trónra lépésekor lett kegyvesztett, de hamarosan ismét visszatérhetett az udvarba. Pozícióinak megőrzésében nagy szerepe volt annak, hogy tudott törökül és tatárul, a mamlúk uralkodók anyanyelvein; feljegyezték, hogy al-Asraf Barszbájnak (1422–1438) rendszeresen olvasott fel arab nyelvű krónikájából törökül. Végleg az-Záhir Csakmak (1438–1453) alatt, 1449/1450-ben, két évvel halála előtt szorult ki a szultáni kegyekből.

## Munkássága
Al-Ajni számos munkát hagyott hátra arab és török nyelven, köztük fordításokat is (pl. al-Kudúri vallásjogi munkáját törökre és tatárra is átültette). Az utókor számára három műve bír nagy jelentőséggel: világtörténeti munkája, az Alfijja című nyelvtani vers négy kommentárjának kommentárja, valamint Buhári Szahíh című, prófétai hagyományokat összegyűjtő alapművének 11 kötetre rúgó kommentára. Ennek címe „Az olvasó támasza – al-Buhári magyarázata” (Umdat al-kári fi sarh al-Buhári) amely leginkább módszerességével tűnik ki a középkori munkák közül. Utóbbi kapcsán egyébként éles vitát folytatott a kor másik nagy vallástudósával, Ibn Hadzsar al-Aszkalánival. Több dicsőítő költeménye is fennmaradt.